# Konservenfabrik Stendal

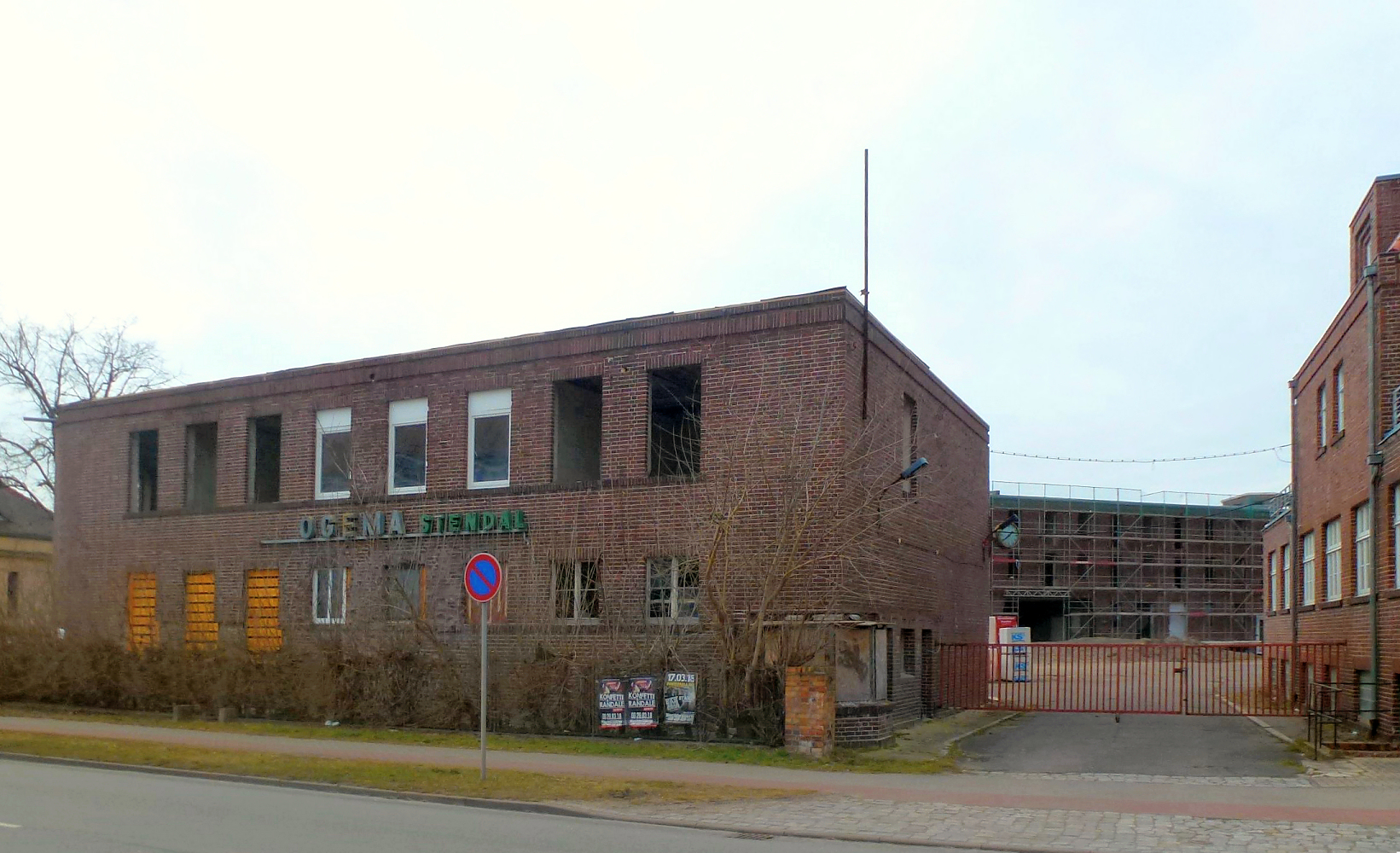
Gebäude der Konservenfabrik OGEMA am Standort Arneburger Straße, 2018

Die Konservenfabrik Stendal war eine Fabrik mit zwei Standorten in der Stadt Stendal in der Altmark. Teile der erhaltenen Werksanlagen stehen unter Denkmalschutz. In dem Großbetrieb haben rund 900 Menschen gearbeitet. Neben dem Standort an der Arneburger Straße bestand eine Zweigstelle in der Osterburger Straße.

## Geschichte
Die  1902 gegründete Konservenfabrik entwickelte sich bald zum größten Betrieb ihrer Art im heutigen Sachsen-Anhalt. Zunächst wurde der Betrieb von der Großeinkaufs-Gesellschaft Deutscher Consumvereine (GEG) geführt und bald deutlich ausgebaut. Wurde zunächst vor allem Obst und Gemüse aus der Altmark verarbeitet, mussten die benötigten Mengen schon bald aus einem größeren Umkreis beschafft werden. Der Betriebsteil in der Osterburger Straße bestand bereits seit dem Jahr 1900. Betriebsdirektor dort war in den 1910er Jahren Paul Wagenführ, der später in den 1920er Jahren beide Betriebe führte. 1928 wurde eine ursprünglich aus New York stammende Anlage zur Verarbeitung von Erbsen angeschafft. Mit der Anlage konnten täglich 100.000 Konservendosen hergestellt werden.

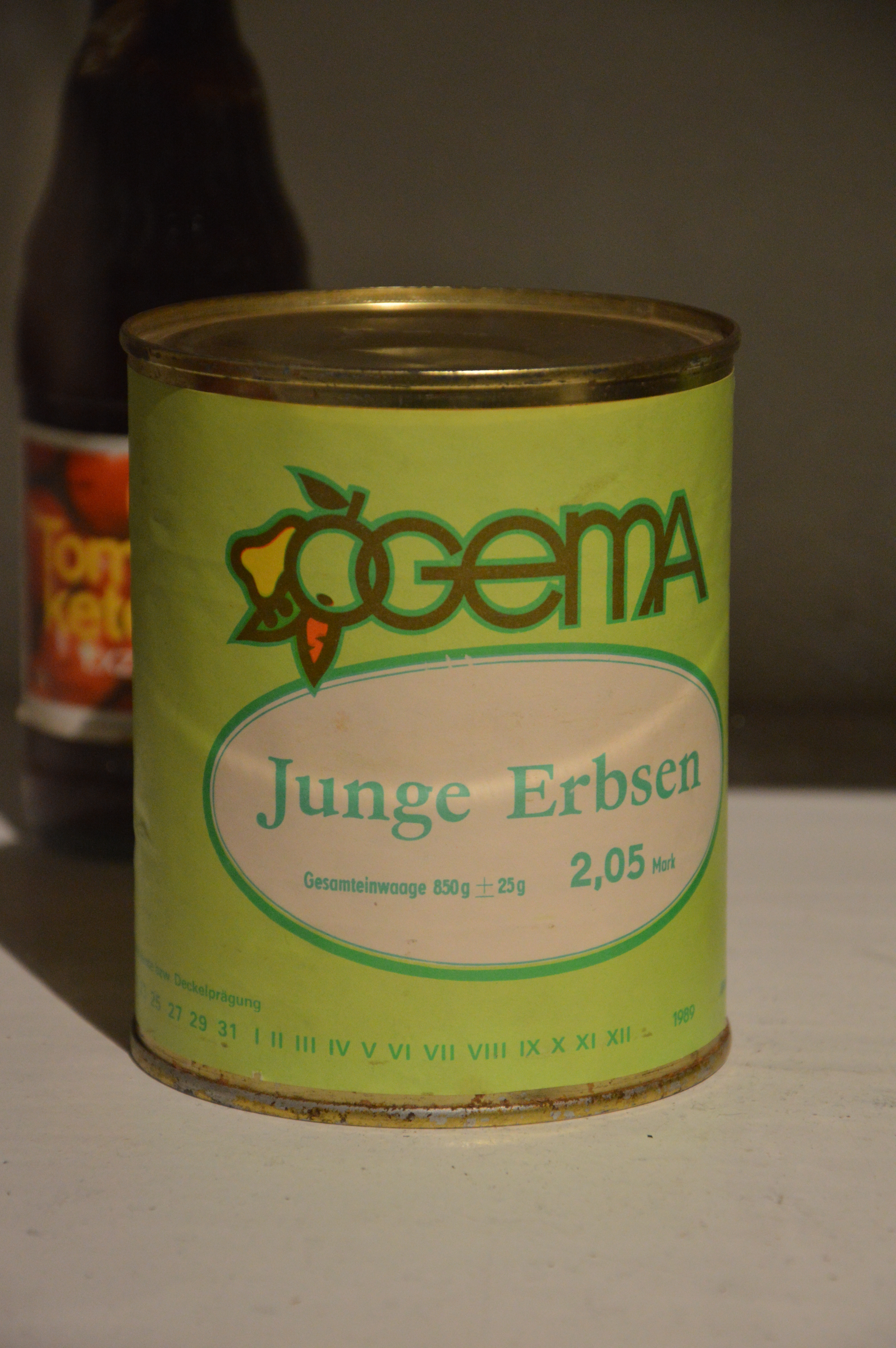
Erbsendose von OGEMA aus der Zeit der DDR

Zu DDR-Zeiten florierte das Unternehmen weiter unter dem Namen VEB OGEMA Stendal. Die Abkürzung OGEMA stand dabei für Obst, GEmüse und MArmelade. Zum Betrieb gehörten auch typische Sozialeinrichtungen, wie ein betriebseigener Kindergarten.
Nach der Deutschen Wiedervereinigung 1990 geriet das Unternehmen in wirtschaftliche Schwierigkeiten und gehörte zur Treuhandanstalt. Nach einem Produktionsstopp wurde der Betrieb im Juni 1991 zunächst wieder aufgenommen. Bereits 1992 waren jedoch von ursprünglich 420 Mitarbeitern nur noch 13 beschäftigt. Letztlich wurde die Produktion wieder eingestellt. Es gab Vorwürfe gegen die Treuhand, das Grundvermögen des Unternehmens sei weit unter Wert an die Ehefrauen des Geschäftsführers und des Betriebsdirektors veräußert worden. Nach der Produktionseinstellung standen die Betriebsgebäude in der Arneburger Straße über 25 Jahre leer und verfielen. 2016 erwarb ein Investor das Gelände und ließ es ab 2017 in eine Wohnanlage umbauen.
Im örtlichen Denkmalverzeichnis ist die Fabrik am Standort Arneburger Straße 140 unter der Erfassungsnummer 094 75679 als Baudenkmal verzeichnet.